# Owain Arwel Hughes
Owain Arwel Hughes (* 21. března 1942) je velšský dirigent, syn dirigenta a skladatele Arwela Hughese.

## Život
Narodil se v obci Ton Pentre na jihu Walesu jako jeden ze tří potomků skladatele a dirigenta Arwela Hughese. Původně se ve svém životě nechtěl po vzoru otce věnovat hudbě. Plánoval, že se stane pastorem Velšské baptistické unie. Ve svých patnácti letech se však rozhodl pro hudbu. Po dokončení středoškolských studií zahájil studium na Cardiffské universitě a později docházel i na londýnskou Royal College of Music. V letech 1980 až 1986 spolupracoval s orchestrem BBC Welsh Orchestra. V roce 1986 založil hudební festival Welsh Proms. V letech 2003 až 2010 byl dirigentem mládežnického orchestru National Youth Orchestra of Wales. Spolupracoval i s dalšími orchestry, mezi které patří například Royal Philharmonic Orchestra. Roku 2004 se stal důstojníkem Řádu britského impéria, o pět let později byl povýšen na komandéra. Roku 2012 byla publikována jeho autobiografická kniha nazvaná My Life in Music.